# حسن ناصر (سياسي)
حسن ناصر (بالهندية: हसन नासिर)‏ (بالإنجليزية: Hassan Nasir)‏ هو سياسي هندي، ولد في 1928، وتوفي في 13 نوفمبر 1960 في لاهور في باكستان. حزبياً، نشط في الحزب الشيوعي الباكستاني.